# Волица-Деревлянская
Волица-Деревлянская (укр. Волиця-Деревлянська) — село в Бусской городской общине Золочевского района Львовской области Украины.
Население по переписи 2001 года составляло 365 человек. Занимает площадь 0,534 км². Почтовый индекс — 80510. Телефонный код — 3264.
Главная местная достопримечательность — Вознесенская церковь, построенная в XVII веке, с иконостасом выдающегося украинского художника Ивана Рутковича, созданным в 1680-х годах.

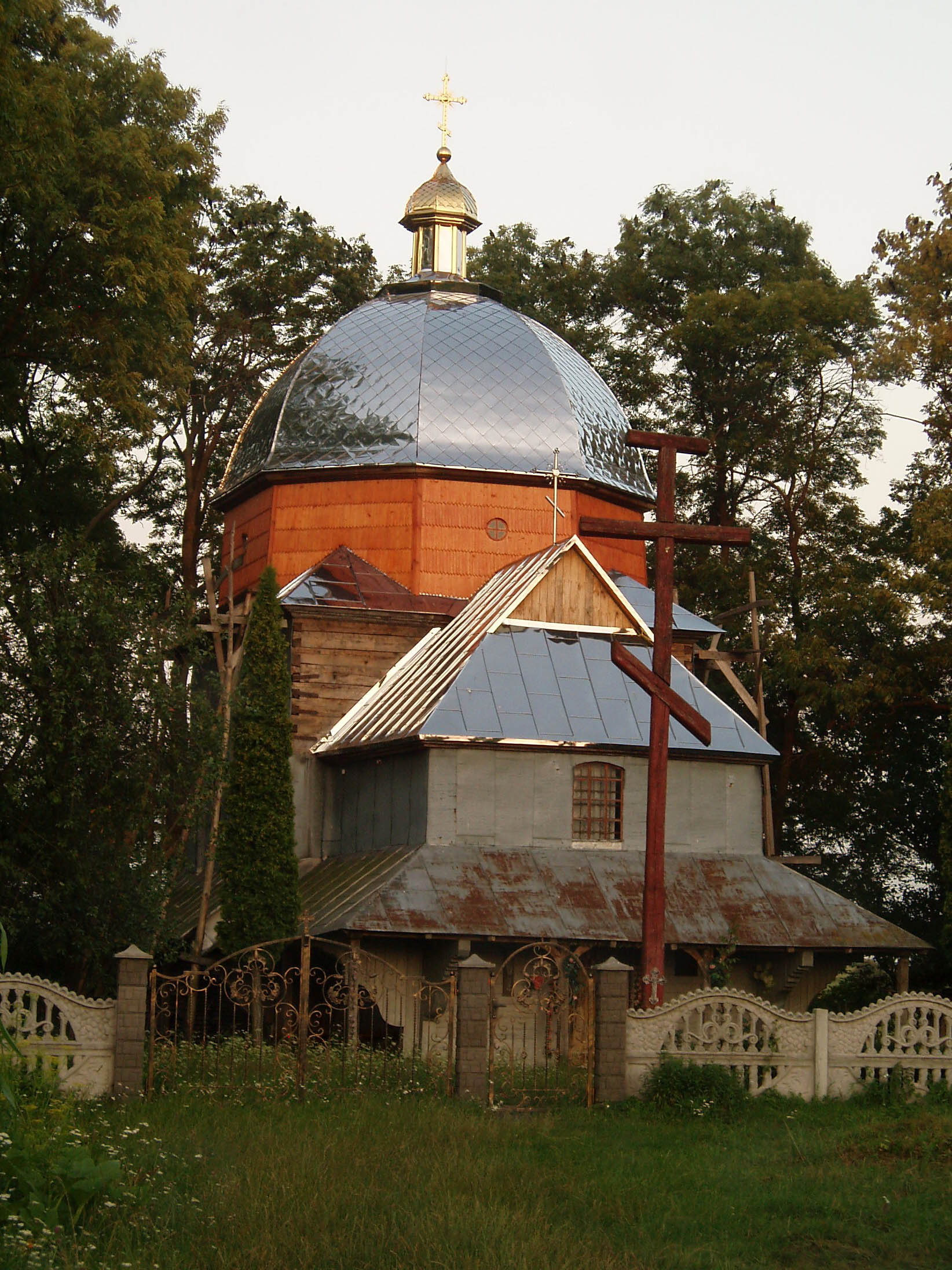
Вознесенская церковь, 1680